# 7048 Chaussidon
7048 Chaussidon este un asteroid din centura principală, descoperit pe 2 martie 1981, de Schelte Bus.